# کاظم جفرودی
مهندس کاظم جفرودی (۱۲۹۳ رشت – ۱۳۸۹ پاریس) مقاطعه‌کار، استاد دانشگاه تهران، سناتور و نماینده مجلس شورای ملی بود.

## زندگی
کاظم جفرودی در سال ۱۲۹۳ در شهر رشت زاده شد. پدر او و عموهایش تاجر بودند. مادر او اهل یکی از دهات نزدیک سنگر رشت بود. او تحصیلات ابتدایی‌ را در مدرسه ابتدایی نمره دو رشت به پایان رساند و در سال ۱۳۰۷ وارد سال اول متوسطه شد. در این سال اتفاق مهمی رخ داد که خود مهندس جفرودی آنرا اینگونه شرح می‌دهد:

«در سال ۱۳۰۸ که من در مدرسه متوسطه نمره دو بودم، رئیس مدرسه با یکی از همکلاسی‌های ما درافتاد و من در آن مدرسه در کلاس دوم متوسطه شاگرد اول کلاس بودم. ما ناچار شدیم به‌عنوان کمک به این همکلاسی خودمان که رئیس مدرسه قصد داشت او را اخراج کند، دست به یک اعتصاب زدیم. بر اثر آن اعتصاب مدرسه ما منحل شد. از تهران مدبرالدوله که آن‌وقت معاون وزارت معارف بود به اتفاق آقای محسن قریب که در آن زمان رئیس اداره کل تفتیش بود به گیلان آمدند بازجویی‌هایی از ما کردند. نتیجه این شد که ده نفر ما را برای همیشه از ادامه تحصیل در گیلان محروم کردند و مدرسه متوسطه نمره دو را هم بستند».

با توجه به اینکه جفرودی از تحصیل در گیلان محروم شده بود، برای ادامه تحصیل در کلاس چهار متوسطه، از رشت به تهران رفت. 
او پس از اتمام تحصیلات خود در تهران، با کاروان دانشجویان اعزامی به خارج، برای ادامه تحصیل به فرانسه رفت. جفرودی پس از تحصیل در رشته راه و ساختمان در پاریس، از طریق بندر پهلوی به ایران بازگشت اما در همانجا به دلیل پیشینه سیاسی سالهای مدرسه‌اش، دستگیر شد و سپس به اراک تبعید شد. این مشکلات و دستگیری‌های کاظم جفرودی تا چندین سال ادامه داشت تا اینکه بلاخره پس از شهریور ۱۳۲۰ و روی کار آمدن محمدعلی فروغی به عنوان نخست وزیر، فروغی با شنیدن زندگی مشقفت بار جفرودی، لایحه‌ای به قید سه فوریت و منحصرا برای کاظم جفرودی به مجلس شورای ملی می‌برد و به موجب آن، پیشینه سیاسی کیفری جفرودی پاک می‌شود. پس از تصویب این لایحه، جفرودی به دانشگاه تهران دعوت شد و دانشیار دانشکده فنی تهران گردید. او تا پایان دوره پهلوی،استاد دانشگاه تهران باقی ماند. در دهه ۱۳۲۰ به حزب ایران پیوست که در جبهه ملی مشارکت داشت. پس از ۲۸ مرداد ۱۳۳۲به نمایندگی رشت در مجلس شورای ملی انتخاب شد. در جلسات آغازین این دوره با اینکه فضای مجلس سرشار از روحیات و موضع‌گیریهای ضدمصدقی بود، در نطقی در میان هیاهو و اعتراض نمایندگان به دفاع از کارنامه نهضت ملی و دولت مصدق پرداخت و گفت: 

«نهضت ملى ایران متعلق به مصدق‌السلطنه یا عمر و زید نیست نهضت ملت ایران (در سایه سال‌ها فداکارى و محرومیت و تعدیاتى که نسبت به مردم ایران شد به وجود آمد. نهضت ملى ایران ریشه‌دار است و این مطلب که نهضت ملى ایران متعلق به یک دار و دسته معین است خطاست. سال‌ها ملت ایران تحمل رنج و مصایب کرد تا روزگارى شرایط اظهار وجود و رستاخیز بر ایشان پیش آمد، ایادى و عواملى و اشخاصى بودند که از این شرایط حداکثر استفاده را کردند و این نهضت ملى را به وجود آوردند ...  آقایان به خاطر بیاورید، تاریخ ایران را در سه سال گذشته کمى ورق بزنید. آقاى مصدق‌السلطنه که رهبر این نهضت بوده، در تمام محاکم بین‌المللى به نام ملت ایران فاتح شده‌اند. باید این را تأیید کرد».

این سخنرانی، بازتاب گسترده‌ای در بین طرفداران دکتر مصدق داشت. به طوری‌که خود کاظم جفرودی در اینباره می‌گوید:

«هفتصد نامه از نقاط مختلف ایران به‌عنوان تأیید مختصر تذکر بنده از پشت مجلس در آن ایام به من رسیده بود و خانه من در خیابان پهلوی،از طرف طرفداران مصدق غرق گل بود. که بعدها اشخاصی که این دسته‌گل‌ها را فرستاده بودند یا عده‌ای از آنها که این نامه‌ها را به من نوشته بودند خودشان افشا کردند. از جمله اینها یکی آقای مهندس کاظم حسیبی بود»

با این حال مهندس جفرودی سه دوره نماینده مجلس ماند (دوره‌های هجدهم تا بیستم). در سال ۱۳۳۷ به حزب مردم پیوست و در سال ۱۳۴۶ به سناتوری گیلان رسید.

بنا به مصاحبه خودش با پروژه تاریخ شفاهی برای آزادی مهدی بازرگان در حدود سال ۱۳۳۷ ملاقات هایی با تیمور بختیار ترتیب داد که در نهایت منجر به آزادی بازرگان از زندان شد.
مهندس جفرودی با دوستان خود چند شركت ساختمانى تأسیس كرد که غالباً برنده‏ مناقصات دولتى مى‏‌شدند. او سال‌ها دبیر سندیکای شرکت‌های ساختمانی بود که سابقه‌ای شصت ساله دارد و اینک به نام انجمن شرکت‌های ساختمانی نامیده می‌شود.

## وقایع انقلاب
او گفت که پس از انتشار نامه سه نفر اعضای جبهه ملی به شاه در خرداد ۱۳۵۶ متوجه گردیده است که تغییرات مهمی رخ خواهد داد و در اواخر سال ۵۶ تا اوایل ۵۷ به اروپا و امریکا سفر میکند تا در جریان وقایع قرار بگیرد. پس از بازگشت با انقلابیون مثل بهشتی و بازرگان تماس میگیرد و سعی میکند جلساتی را با انقلابیون و مسئولین کشور برگزار کند تا از درگیری احتمالی بکاهد.

### جلسه بازرگان و بختیار
در ۴ بهمن ۱۳۵۷ «مهدی بازرگان» و «شاپور بختیار» در منزل کاظم جفرودی ملاقات کردند. بختیار تلاش کرد بازرگان را وارد کابینه خود کند و بازرگان بختیار را به استعفا و ورود به دولت خود تشویق میکرد و در نهایت نتیجه ای حاصل نشد.

### جلسه ۲۲ بهمن
بعداز ظهر ۲۲ بهمن قره‌باغی، ناصر مقدم، بازرگان، بهشتی، امیرانتظام و عده ای دیگر در منزل کاظم جفرودی ملاقات کردند.بختیار که قرار بود در جلسه حضور یابد در منزل یکی از دوستان خود در اقدسیه مخفی شده بود و با تلفن در این جلسه شرکت کرد. محتویات جلسه را امیرانتظام مینوشت.

### خروج از کشور
جفرودی در اسفند ۵۷ دستگیر میشود و حدود چهارماه در زندان میماند. پس از آزادی از آنجاکه احساس میکرده ممکن است دوباره به سراغ او بیایند و معمولا کسانی که بار دوم دستگیر شده‌اند اعدام شده‌اند از کشور خارج میشود.